# Carl Zörner
Carl Richard Hugo Ernst Zörner (* 18. Juni 1895 in Neunkirchen; † 12. Oktober 1941 in Wjasma, Russische SFSR, Sowjetunion) war ein deutscher Fußballspieler und -funktionär, der sich auch in anderen Sportarten vielseitig zeigte.

## Karriere

### Vereine
Zörner gehörte von 1918 bis 1930 dem Kölner SC 1899 an, für den er als Torwart ab der Saison 1919/20 bis Saisonende 1920/21 zunächst im Rheinischen Südkreis, ab der Saison 1921/22 bis Saisonende 1924/25 im Rheingau und von der Saison 1925/26 bis Saisonende 1929/30 im Bezirk Rhein in den vom Westdeutschen Spiel-Verband organisierten Meisterschaften Punktspiele bestritt. 
Während seiner beruflich bedingten Zeit in Berlin spielte er zeitweise auch für den Berliner DSC in den Abteilungen Fußball, Wasserball und Hockey, wie auch schon zu Kölner Zeiten. Während seines Jurastudiums wurde er innerhalb eines Tages in vier unterschiedlichen Sportarten Deutscher Hochschulmeister.

### Auswahl-/Nationalmannschaft
Zörner kam als Spieler der Auswahlmannschaft des Westdeutschen Spiel-Verbandes am 25. Februar 1923 in Frankfurt am Main bei der 1:2-Niederlage gegen die Auswahlmannschaft des Süddeutschen Fußball-Verbandes zum Einsatz.
Er bestritt vier Länderspiele für die A-Nationalmannschaft, für die er am 10. Mai 1923 in Hamburg beim torlosen Remis gegen die Nationalmannschaft der Niederlande debütierte und Heiner Stuhlfauth aus dem Tor verdrängte. In jenem Spieljahr folgten drei weitere Länderspiele, von denen zwei verloren wurden und eins gewonnen wurde. Am 3. Juni wurde die Schweizer Nationalmannschaft in Basel mit 2:1 bezwungen, am 29. Juni und 12. August verlor er in Stockholm bzw. in Dresden mit jeweils 1:2 gegen die Nationalmannschaft Schwedens bzw. Finnlands.

## Sonstiges
In seiner Jugend war er zunächst als Handballtorwart aktiv, gehörte aber auch der Nationalmannschaft der Leichtathleten an. Zu seinen Disziplinen gehörten insbesondere der 100-Meter-Lauf, den er unter elf Sekunden absolvierte, und der Weitsprung, bei dem er eine Weite von über sieben Meter erzielte.
Als Vorstandsmitglied und kaufmännischer Betriebsdirektor der am 23. Juni 1932 gegründeten Auffanggesellschaft Bleichert Transportanlagen GmbH, übernahm er nach internen Auseinandersetzungen die Geschäftsführung der Bleichert-Fahrzeuge-Vertriebsgesellschaft mbH in Berlin.
Zörner trat zum 1. Mai 1933 der NSDAP (Mitgliedsnummer 2.989.602) und zum 30. Juni 1933 der SA bei.
1938 wurde er zum stellvertretenden Fachamtsleiter Fußball im NSRL und damit zum Stellvertreter Felix Linnemanns ernannt.
Zu Beginn des Zweiten Weltkrieges wurde er zum Wehrdienst herangezogen. Nachdem er im Kriegsjahr 1940 während des Westfeldzuges am Fluss Schelde schwer verwundet wurde, fiel er im Oktober 1941 in der Doppelschlacht bei Wjasma und Brjansk.